# Gioacchino Ernesto di Anhalt (1901-1947)
Gioacchino Ernesto di Anhalt (Dessau, 11 gennaio 1901 – Buchenwald, 18 febbraio 1947) è stato l'ultimo duca di Anhalt nel 1918.

## Biografia
Nato a Dessau, era figlio del duca Edoardo di Anhalt (1861-1918) e della principessa Luisa Carlotta di Sassonia-Altenburg (1873-1953), figlia del principe Maurizio di Sassonia-Altenburg.
Succedette al padre alla sua morte, come duca di Anhalt, il 13 settembre 1918, sotto la tutela di suo zio, il principe Ariberto di Anhalt, dal momento che non aveva ancora raggiunto l'età per governare. Il suo breve regno terminò il 12 novembre del 1918, quando il principe Ariberto abdicò in suo nome a causa della rivoluzione tedesca scoppiata al termine della prima guerra mondiale.
Internato nel 1944, il duca Gioacchino Ernesto morì nel campo di concentramento di Buchenwald come prigioniero dell'Unione Sovietica.
Alla sua morte, gli succedette come capo della casata di Anhalt il figlio maggiore Federico.

## Matrimonio e figli
Il duca Gioacchino Ernesto si sposò due volte: la prima con Elisabeth Strickrodt (1903-1971) nel 1927, dalla quale divorziò nel 1929. Si risposò in seguito con Edda-Charlotte von Stephani-Marwitz (1905-1986) al castello di Ballenstedt nel 1929. Gli unici eredi li ebbe dalla seconda moglie:
- Maria Antonietta (1930-1993);
- Anna Luisa (1933-2003);
- Federico (1938-1963);
- Edda (n. 1940);
- Giulio Edoardo (n. 1941).

## Ascendenza
|                                         |                                   |                                             | Genitori                                      |  |  | Nonni |  |  | Bisnonni                        |  |  | Trisnonni                     |  |
|                                         |                                   |                                             |                                               |  |  |       |  |  | 8. Leopoldo IV di Anhalt-Dessau |  |  | 16. Federico di Anhalt-Dessau |  |
|                                         |                                   |                                             |                                               |  |  |       |  |  | 8. Leopoldo IV di Anhalt-Dessau |  |  | 16. Federico di Anhalt-Dessau |  |
|                                         |                                   | 17. Amalia d'Assia-Homburg                  |                                               |  |  |       |  |  | 8. Leopoldo IV di Anhalt-Dessau |  |  |                               |  |
| 4. Federico I di Anhalt                 |                                   |                                             |                                               |  |  |       |  |  | 8. Leopoldo IV di Anhalt-Dessau |  |  |                               |  |
|                                         |                                   | 9. Federica di Prussia                      | 18. Luigi di Prussia                          |  |  |       |  |  |                                 |  |  |                               |  |
|                                         |                                   | 9. Federica di Prussia                      | 18. Luigi di Prussia                          |  |  |       |  |  |                                 |  |  |                               |  |
|                                         |                                   | 9. Federica di Prussia                      | 19. Federica di Meclemburgo-Strelitz          |  |  |       |  |  |                                 |  |  |                               |  |
| 2. Edoardo di Anhalt                    |                                   | 9. Federica di Prussia                      |                                               |  |  |       |  |  |                                 |  |  |                               |  |
|                                         |                                   | 10. Edoardo di Sassonia-Altenburg           | 20. Federico di Sassonia-Altenburg            |  |  |       |  |  |                                 |  |  |                               |  |
|                                         |                                   | 10. Edoardo di Sassonia-Altenburg           | 20. Federico di Sassonia-Altenburg            |  |  |       |  |  |                                 |  |  |                               |  |
|                                         |                                   | 10. Edoardo di Sassonia-Altenburg           | 21. Carlotta di Meclemburgo-Strelitz          |  |  |       |  |  |                                 |  |  |                               |  |
| 5. Antonietta di Sassonia-Altenburg     |                                   | 10. Edoardo di Sassonia-Altenburg           |                                               |  |  |       |  |  |                                 |  |  |                               |  |
|                                         |                                   | 11. Amalia di Hohenzollern-Sigmaringen      | 22. Carlo di Hohenzollern-Sigmaringen         |  |  |       |  |  |                                 |  |  |                               |  |
|                                         |                                   | 11. Amalia di Hohenzollern-Sigmaringen      | 22. Carlo di Hohenzollern-Sigmaringen         |  |  |       |  |  |                                 |  |  |                               |  |
|                                         |                                   | 11. Amalia di Hohenzollern-Sigmaringen      | 23. Maria Antonietta Murat                    |  |  |       |  |  |                                 |  |  |                               |  |
| 1. Gioacchino Ernesto di Anhalt         |                                   | 11. Amalia di Hohenzollern-Sigmaringen      |                                               |  |  |       |  |  |                                 |  |  |                               |  |
|                                         | 12. Giorgio di Sassonia-Altenburg | 24. Federico di Sassonia-Altenburg (= 20)   |                                               |  |  |       |  |  |                                 |  |  |                               |  |
|                                         | 12. Giorgio di Sassonia-Altenburg | 24. Federico di Sassonia-Altenburg (= 20)   |                                               |  |  |       |  |  |                                 |  |  |                               |  |
|                                         | 12. Giorgio di Sassonia-Altenburg | 25. Carlotta di Meclemburgo-Strelitz (= 21) |                                               |  |  |       |  |  |                                 |  |  |                               |  |
| 6. Maurizio di Sassonia-Altenburg       | 12. Giorgio di Sassonia-Altenburg |                                             |                                               |  |  |       |  |  |                                 |  |  |                               |  |
|                                         |                                   | 13. Maria di Meclemburgo-Schwerin           | 26. Federico Ludovico di Meclemburgo-Schwerin |  |  |       |  |  |                                 |  |  |                               |  |
|                                         |                                   | 13. Maria di Meclemburgo-Schwerin           | 26. Federico Ludovico di Meclemburgo-Schwerin |  |  |       |  |  |                                 |  |  |                               |  |
|                                         |                                   | 13. Maria di Meclemburgo-Schwerin           | 27. Elena Pavlovna Romanova                   |  |  |       |  |  |                                 |  |  |                               |  |
| 3. Luisa Carlotta di Sassonia-Altenburg |                                   | 13. Maria di Meclemburgo-Schwerin           |                                               |  |  |       |  |  |                                 |  |  |                               |  |
|                                         |                                   | 14. Bernardo II di Sassonia-Meiningen       | 28. Giorgio I di Sassonia-Meiningen           |  |  |       |  |  |                                 |  |  |                               |  |
|                                         |                                   | 14. Bernardo II di Sassonia-Meiningen       | 28. Giorgio I di Sassonia-Meiningen           |  |  |       |  |  |                                 |  |  |                               |  |
|                                         |                                   | 14. Bernardo II di Sassonia-Meiningen       | 29. Luisa Eleonora di Hohenlohe-Langenburg    |  |  |       |  |  |                                 |  |  |                               |  |
| 7. Augusta di Sassonia-Meiningen        |                                   | 14. Bernardo II di Sassonia-Meiningen       |                                               |  |  |       |  |  |                                 |  |  |                               |  |
|                                         |                                   | 15. Maria Federica d'Assia-Kassel           | 30. Guglielmo II d'Assia-Kassel               |  |  |       |  |  |                                 |  |  |                               |  |
|                                         |                                   | 15. Maria Federica d'Assia-Kassel           | 30. Guglielmo II d'Assia-Kassel               |  |  |       |  |  |                                 |  |  |                               |  |
|                                         |                                   | 15. Maria Federica d'Assia-Kassel           | 31. Augusta di Prussia                        |  |  |       |  |  |                                 |  |  |                               |  |
|                                         |                                   | 15. Maria Federica d'Assia-Kassel           |                                               |  |  |       |  |  |                                 |  |  |                               |  |